# Kośno (województwo warmińsko-mazurskie)
 Kośno – osada leśna w Polsce położona w województwie warmińsko-mazurskim, w powiecie olsztyńskim, w gminie Purda.
W latach 1975–1998 miejscowość administracyjnie należała do województwa olsztyńskiego.
Osada położona w pobliżu wypływu rzeki Kośnej z jeziora Kośno (północny brzeg jeziora Kośno), przy drodze Olsztyn-Szczytno. Osada należy do sołectwa Purda i Nadleśnictwa Olsztyn. W 2013 r. w osadzie nie było już żadnego mieszkańca mieszkającego tam na stałe. W pobliżu przebiegają szlaki rowerowe i piesze oraz szlak kajakowy "Granica-Sanktuarium".
Nad jeziorem jest druga miejscowość o tej samej nazwie (Leśniczówka Kośno), położona nad południowo-wschodnim brzegiem jeziora Kośno, bliżej wsi Tylkowo.

## Historia
W 1566 r. kapituła warmińska wydała przywilej na założenie karczmy, z przynależną do karczmy ziemią 2,5 łana. Karczmę tę założył szlachcic Hartwig Balcki. W dokumencie lokacyjnym zastrzeżono, że miód i wosk właściciel miał odstawiać na zamek w Olsztynie. Uzyskał także prawo do warzenia piwa i łowienia ryb w jeziorze. Później posiadłość wróciła pod władanie kapituły warmińskiej, która osadziła w osadzie kilku chłopów czynszowych na prawie chełmińskim. W 1785 r. były w Kośnie cztery domy. Na przełomie XIX i XX w. wieś została wykupiona przez zarząd lasów.